# Джайв
Джайв (на английски: jive) е спортен танц, смятан за най-ритмичният, атрактивният и привличащ погледа.
Това е последният танц в програмата на латиноамериканските танци. Той е определящ при оценяването на двойката, понеже съдиите разбират дали танцьорите са изморени, а ако те са бодри и пълни с енергия, това означава, че са добре подготвени и най-често биват допускани до следващия финал.